# Heterolocha incolorata
Heterolocha incolorata är en fjärilsart som beskrevs av W. Warren 1894. Heterolocha incolorata ingår i släktet Heterolocha och familjen mätare. Inga underarter finns listade i Catalogue of Life.